# Baby Lasagna
Baby Lasagna, właśc. Marko Purišić (ur. 5 lipca 1995 w Rijece) – chorwacki gitarzysta, producent muzyczny i piosenkarz. Reprezentant Chorwacji w 68. Konkursie Piosenki Eurowizji (2024).

## Życiorys
W 2011 został gitarzystą nowo założonego zespołu Manntra, który opuścił w 2016. W 2018 wraz z innym członkiem Manntry, Marko Matijeviciem Sekulem, założył grupę Bastion. W latach 2018–2022 ponownie był członkiem Manntry, z którą w 2019 zgłosił się z utworem „In the Shadows” do festiwalu Dora. Grupa zajęła czwarte miejsce w finale selekcji.
W 2022 współtworzył kilka utworów na album zespołu Mono Inc. pt. Ravenblack. W 2023 rozpoczął solową karierę piosenkarską pod pseudonimem Baby Lasagna. W 2024 z utworem „Rim Tim Tagi Dim” zwyciężył w finale festiwalu Dora, choć początkowo znalazł się na liście rezerwowej festiwalu, jednak w wyniku rezygnacji Zsa Zsy został zakwalifikowany do grona uczestników programu. Z utworem „Rim Tim Tagi Dim” dotarł do czwartego miejsca na chorwackiej liście przebojów. W maju tego samego roku, reprezentując Chorwację z „Rim Tim Tagi Dim”, zajął drugie miejsce w finale 68. Konkursu Piosenki Eurowizji w Malmö. W lutym 2025 wystąpił jako muzyczny gość specjalny w programie Wielki Finał Polskich Kwalifikacji do Konkursu Piosenki Eurowizji 2025.

## Dyskografia

### Albumy
| Rok  | Dane dot. albumu | Najwyższa pozycja na liście |
| Rok  | Dane dot. albumu | CRO Dom.                    |
| ---- | --- | --------------------------- |
| 2025 | DMNS & Mosquitoes - Wydany: 7 lutego 2025 - Wytwórnia: Polydor, Universal - Format: CD, LP, digital download, streaming | 1                           |

### Single
| Rok                                                      | Tytuł                                                   | Najwyższe pozycje na listach | Najwyższe pozycje na listach | Najwyższe pozycje na listach | Najwyższe pozycje na listach | Najwyższe pozycje na listach | Najwyższe pozycje na listach | Najwyższe pozycje na listach | Najwyższe pozycje na listach | Najwyższe pozycje na listach | Najwyższe pozycje na listach | Album             |
| Rok                                                      | Tytuł                                                   | CRO Dom. Air.                | FIN                          | NLD                          | IRE                          | LTU                          | GER                          | NOR                          | SWE                          | UK                           | WW                           | Album             |
| -------------------------------------------------------- | ------------------------------------------------------- | ---------------------------- | ---------------------------- | ---------------------------- | ---------------------------- | ---------------------------- | ---------------------------- | ---------------------------- | ---------------------------- | ---------------------------- | ---------------------------- | ----------------- |
| 2023                                                     | „IG Boy”                                                | –                            | –                            | –                            | –                            | –                            | –                            | –                            | –                            | –                            | –                            | DMNS & Mosquitoes |
| 2023                                                     | „Don't Hate Yourself, But Don't Love Yourself Too Much” | –                            | –                            | –                            | –                            | –                            | –                            | –                            | –                            | –                            | –                            | DMNS & Mosquitoes |
| 2024                                                     | „Rim Tim Tagi Dim”                                      | 1                            | 4                            | 41                           | –                            | 4                            | 50                           | 33                           | 6                            | 36                           | 139                          | DMNS & Mosquitoes |
| 2024                                                     | „And I”                                                 | 1                            | –                            | –                            | –                            | –                            | –                            | –                            | –                            | –                            | –                            | DMNS & Mosquitoes |
| 2024                                                     | „Biggie Boom Boom”                                      | 1                            | –                            | –                            | –                            | –                            | –                            | –                            | –                            | –                            | –                            | DMNS & Mosquitoes |
| 2024                                                     | „Catch Me If You Can”                                   | 14                           | –                            | –                            | –                            | –                            | –                            | –                            | –                            | –                            | –                            | DMNS & Mosquitoes |
| 2025                                                     | „Stress”                                                | 2                            | –                            | –                            | –                            | –                            | –                            | –                            | –                            | –                            | –                            | DMNS & Mosquitoes |
| 2025                                                     | „Bam Bam Bira” (z Kuku$)                                | 18                           | –                            | –                            | –                            | –                            | –                            | –                            | –                            | –                            | –                            | –                 |
| 2025                                                     | „#eurodab” (z Käärijä)                                  | –                            | 7                            | –                            | –                            | 92                           | –                            | –                            | 93                           | –                            | –                            | –                 |
| „–” oznacza, że singel nie był notowany na danej liście. |                                                         |                              |                              |                              |                              |                              |                              |                              |                              |                              |                              |                   |